# MTV Summer Song
MTV Summer Song è un album raccolta che comprende i brani musicali di successo dell'estate 2009 in Italia, pubblicato il 17 luglio 2009 con l'etichetta Edel.
La compilation è divisa in due CD da 12 brani ognuno. La sua pubblicazione è legata al Coca Cola Live @ MTV - The Summer Song.
La compilation debutta alla posizione nº 14 della classifica FIMI, raggiungendo come posizione più alta la nº 5.

## Tracce

### CD 1
1. Negrita - Gioia infinita – 4:20
2. J-Ax - I vecchietti fanno O – 3:26
3. Finley - La mia notte – 3:42
4. Lost - Sulla mia pelle – 4:02
5. Gemelli DiVersi - Nessuno è perfetto – 5:42
6. Eros Ramazzotti - Parla con me – 4:01
7. Noemi - Briciole – 3:46
8. Giusy Ferreri - La scala (The Ladder) – 4:16
9. Metro Station - Seventeen forever – 3:02
10. Lily Allen - Not Fair – 3:52
11. Arisa - Io sono - 3:32
12. David Guetta - When Love Takes Over - 3:10

### CD 2
1. Dolores O'Riordan - The Journey – 3:51
2. Marco Carta - Dentro ad ogni brivido – 3:46
3. Broken Heart College - Na Na Na – 3:01
4. Bob Sinclar - LaLa Song – 3:16
5. Gary Go - Wonderful – 3:43
6. Fabrizio Moro - Il senso di ogni cosa -  3:57
7. dARI - Cercasi AAAmore – 3:13
8. Syria - Vedo in te – 3:35
9. Dolcenera - La più bella canzone d'amore che c'è – 4:18
10. Neffa - Lontano dal tuo sole – 3:59
11. Paolo Nutini - Candy - 4:15
12. Zero Assoluto - Per dimenticare - 3:30

## Classifica italiana
| Classifica | Posizione più alta |
| ---------- | ------------------ |
| FIMI       | 5                  |

## Successo commerciale
La compilation debutta alla 14ª posizione nella classifica italiana, risale poi la top 10 fino ad arrivare in sesta settimana alla 5ª posizione; permane in top 10 fino alla nona settimana. Occupa la top 15 per le due settimane successive, alla dodicesima settimana ricompare in top 10. Alla 14ª settimana fa la sua ultima presenza in classifica nella top 25.